# Velîka Radohoșci, Izeaslav
Velîka Radohoșci (în ucraineană Велика Радогощ) este un sat în comuna Meakotî din raionul Izeaslav, regiunea Hmelnîțkîi, Ucraina.

## Demografie
Componența lingvistică a localității Velîka Radohoșci
     Ucraineană (100%)
Conform recensământului din 2001, toată populația localității Velîka Radohoșci era vorbitoare de ucraineană (100%).